# Chiangiodendron mexicanum
Chiangiodendron mexicanum ist ein Baum in der Familie der Achariaceae aus dem südlichen Mexiko, Belize und Costa Rica. Es ist die einzige Art der Gattung Chiangiodendron. Der Gattungsname ehrt den chinesisch-mexikanischen Botaniker Fernando Chiang Cabrera (Chang Zhau fu).

## Beschreibung
Chiangiodendron mexicanum wächst als Baum bis 15–20 Meter hoch. Der Stamm ist an der Basis geriffelt und der Stammdurchmesser erreicht bis zu 60 Zentimeter. Die Borke ist relativ glatt bis feinrissig und bräunlich.
Die einfachen, kahlen und gestielten Laubblätter sind wechselständig. Der Blattstiel ist 1,5–4,5 Zentimeter lang und an der Basis sowie an der Spitze dicker, etwas geschwollen. Die Blätter sind spitz bis zugespitzt, ganzrandig, eilanzettlich bis schmal-elliptisch, lanzettlich und 9–25 Zentimeter lang und 2,2–7,5 Zentimeter breit. Die Nervatur ist gefiedert und die Seitenadern laufen intramarginal zusammen. Die Nebenblätter fehlen.
Chiangiodendron mexicanum ist zweihäusig diözisch. Die achselständigen, relativ kurzen Blütenstände sind traubig bis leicht rispig. Die fünfzähligen, sehr kleinen, kurz gestielten und eingeschlechtlichen Blüten sind gelblich-weiß und mit doppelter Blütenhülle. Die fast freien Kelchblätter sind kurzhaarig  und die bootförmigen, freien und ausladenden Petalen sind außen und mittig kurzhaarig sowie innen mit einem größeren, zweispitzigen, fleischigen Anhängsel am Grund. In den männlichen Blüten sind fünf kleine Staubblätter ausgebildet und in den weiblichen Blüten können Staminodien vorhanden sein. Der einkammerige, kurzhaarige Fruchtknoten ist oberständig mit drei sehr kurzen Griffeln mit zweilappigen, flachen Narben, bei den männlichen Blüten ist ein Pistillode vorhanden.
Es werden kleine, fleischige und gelb-braune, meist dreiklappige, etwa 2 Zentimeter große und dicht, sehr feinhaarige, fast glatte, feinwärzliche, etwa rundliche Kapselfrüchte mit Kelch- und Griffelresten gebildet. Das Perikarp ist orange und sie enthalten bis zu drei 8–10 Millimeter große, orange-braune Samen mit dünner Samenschale sowie mit einem roten Arillus mit rötlichem Saft.
Die Chromosomenzahl beträgt 2n = 12.